# Donald Symington
Donald Leith Symington (* 30. August 1925 in Baltimore, Maryland; † 24. Juli 2013 ebenda) war ein US-amerikanischer Schauspieler, der in über 25 Film- und Fernsehrollen auftrat. Zudem war er ein gefragter Theaterdarsteller und spielte auch zahlreiche Rollen am Broadway. Im Kino sah man ihn unter anderem in den Filmen Tagebuch eines Ehebruchs, Der Strohmann, Der Stadtneurotiker, Wolfen oder Geliebte Aphrodite.

## Leben und Karriere
Symington wurde 1925 in Baltimore im Bundesstaat Maryland geboren. Er war der Sohn von John Fife „Jack“ Symington Sr., einem prominenten Bankier und Sportler, und Arabella Hambleton Symington, die in der Musik- und Kunstszene aktiv war. Aufgewachsen in Tallwood, dem Familienbesitz in Green Spring Valley, unterstützte die Mutter das Interesse des Sohnes am Theater, indem sie ihn regelmäßig nach New York an den Broadway und die Oper mitnahm. Als Student der Gilman School hatte er dann seinen ersten Auftritt auf der Bühne in dem Stück „The Tavern“. Später wurde Symington auch Präsident der Gilman Drama-Association.
Nachdem Symington bereits auf eine erfolgreiche Karriere am Theater und am Broadway zurückblicken konnte, begann er in den frühen 1950er Jahren auch für Episoden von bekannten Fernsehserien zu arbeiten. Sein Fernsehengagement dauerte bis in die 2000er Jahre an. Darunter spielte er in Folgen für Armstrong Circle Theatre oder Fantasy Island. Später wirkte er auch in Fernsehfilmen mit, darunter 1979 auch ein Engagement in John Llewellyn Moxeys Pater Brown läßt sich nicht bluffen.
Auf der großen Leinwand sah man Symington 1970 das erste Mal in einer kleinen Nebenrolle als Kinderarzt in Frank Perrys Filmdrama Tagebuch eines Ehebruchs. 1972 spielte er in dem Kriminalfilm Geh zur Hölle von Regisseur Larry Yust. Ein Jahr später engagierte ihn Fielder Cook für seine Familienkomödie Der geheimnisvolle Engel. 1976 lernte er dann in Martin Ritts Filmdrama Der Strohmann den Regisseur Woody Allen kennen, der ihn gleich darauf in seinem preisgekrönten Film Der Stadtneurotiker besetzte und noch einmal in Geliebte Aphrodite im Jahr 1995, wo er den Vater von Helena Bonham Carter spielte.
In den 1980er Jahren verpflichtete man Symington für kleinere Rollen, unter anderem in Michael Wadleighs Horrorthriller Wolfen, 1982 in Der Geisterflieger von Regisseur Sidney Poitier und 1983 in Sean S. Cunninghams romantischer Komödie Im Sauseschritt ins Dünenbett.
Seinen letzten Kinoauftritt hatte er 1999 in Adam Abrahams Film Man of the Century. Die letzte Rolle im Fernsehen spielte er 2005 in einer Folge von Law & Order: Special Victims Unit.
Donald Symington starb am 24. Juli 2013 im Alter von 87 Jahren in seiner Heimatstadt Baltimore.
1955 heiratete er die Theaterschauspielerin Leslie Paul, das Paar hatte drei Kinder, die Ehe hielt bis zum Tod 2013. Symington war der Bruder von J. Fife Symington Jr.

## Filmografie (Auswahl)

### Kino
- 1970: Tagebuch eines Ehebruchs (Diary of a Mad Housewife)
- 1972: Geh zur Hölle (Trick Baby)
- 1973: Der geheimnisvolle Engel (From the Mixed-Up Files of Mrs. Basil E. Frankweiler)
- 1976: Der Strohmann (The Front)
- 1977: Der Stadtneurotiker (Annie Hall)
- 1979: Blutspur (Bloodline)
- 1981: Wolfen
- 1982: Der Geisterflieger (Hanky Panky)
- 1983: Im Sauseschritt ins Dünenbett (Spring Break)
- 1995: Geliebte Aphrodite (Mighty Aphrodite)
- 1999: Man of the Century

### Fernsehen
- 1952–1953: Robert Montgomery Presents (Fernsehserie, zwei Episoden)
- 1955: The Alcoa Hour (Fernsehserie, eine Episode)
- 1955: Dream Girl (Fernsehfilm)
- 1957: Look Up and Live (Fernsehserie, eine Episode)
- 1958: Love of Life (Fernsehserie, eine Episode)
- 1959: Meet Me in St. Louis (Fernsehfilm)
- 1959, 1961: Armstrong Circle Theatre (Fernsehserie, zwei Episoden)
- 1965: The Magnificent Yankee (Fernsehfilm)
- 1969: Gidget Grows Up (Fernsehfilm)
- 1979: Pater Brown läßt sich nicht bluffen (Sanctuary of Fear, Fernsehfilm)
- 1979: Fantasy Island (Fernsehserie, eine Episode)
- 1982: A Question of Honor (Fernsehfilm)
- 1985: American Playhouse (Fernsehserie, eine Episode)
- 1992: Swans Crossing (Fernsehserie, eine Episode)
- 1994: Detektiv Hanks (The Cosby Mysteries, Fernsehserie, eine Episode)
- 2005: Law & Order: Special Victims Unit (Fernsehserie, eine Episode)

### Kurzfilm
- 1976: Independence